# Златен триъгълник
„Златният триъгълник“ е географска зона, разположена в планините на границата между 3 държави в Югоизточна Азия: Тайланд, Мианмар и Лаос. Името си зоната придобива поради големия обем на производството и трафика на наркотици.
В допълнение към производствените наркомощности, наркодилърите свободно преминават от „златния триъгълник“ в южната част на Китай, Виетнам и Камбоджа. Близо 50 хиляди души са заети с осигуряване на безопасността на производството, транзита и продажба на наркотици, произведени и синтезирани на основата на опиума, добиван на плантациите с опиумен мак в „златния триъгълник“.
В Тайланд, намиращ се в центъра на „златния триъгълник“, е отворен и функционира все още единствения в света музей на опиума.